# Žďár (district de Jindřichův Hradec)
Pour les articles homonymes, voir Žďár.
Žďár (en allemand : Schdiar) est une commune du district de Jindřichův Hradec, dans la région de Bohême-du-Sud, en République tchèque. Sa population s'élevait à 98 habitants en 2020.

## Géographie
Žďár se trouve à 14 km au nord-nord-est de Jindřichův Hradec, à 54 km au nord-est de České Budějovice et à 103 km au sud-est de Prague.
La commune est limitée par Žirovnice au nord, par Jarošov nad Nežárkou à l'est et par Nová Včelnice au sud et à l'ouest.

## Histoire
La première mention écrite du village date de 1420.